# Феријера ди Кодевила (Савона)
Феријера ди Кодевила је насеље у Италији у округу Савона, региону Лигурија.
Према процени из 2011. у насељу је живело 16 становника. Насеље се налази на надморској висини од 519 м.